# Regeringen Édouard Philippe II
Regeringen Édouard Philippe II var Frankrigs regering fra den 19. juni 2017 til den 3. juli 2020. Det var den den 41. regering under Den Femte Republik, og den anden regering dannet af premierminister Édouard Philippe under præsident Emmanuel Macron. 
Regeringen blev dannet efter parlamentsvalget den 18. juni 2017, hvor at partierne som havde været de ledende i den første Philippe regering havde vundet en overbevisende sejr. Regeringen bestod af La République En Marche !, Mouvement démocrate, Mouvement radical og Agir, som sammen holdte et flertal i Nationalforsamlingen. Regeringen inkluderede også en række uafhængige ministre, herunder Premierminister Philippe som oprindeligt havde været medlem af Les Républicains, men også en række ministre fra andre partier.
Regeringen sad frem til den 3. juli 2020, hvor at Philippe sagde op. Dette kom i kølvandet på et lokalvalg, hvor at regeringspartierne havde gået markant tilbage, samt rygter om voksende konflikt mellem ham og Macron. Samme dag udpegede præsidenten Jean Castex som Philippes efterfølger, og han dannede Regeringen Jean Castex.